# Коацоло
Коацо̀ло (на италиански: Coazzolo; на пиемонтски: Coasseul, Коасеул) е село и община в Северна Италия, провинция Асти, регион Пиемонт. Разположено е на 291 m надморска височина. Населението на общината е 323 души (към 2010 г.).